# Sitophora totafusca
Sitophora totafusca är en fjärilsart som beskrevs av William James Kaye 1901. Sitophora totafusca ingår i släktet Sitophora och familjen nattflyn. Inga underarter finns listade i Catalogue of Life.